# Polizeigewalt in Hessen
Dieser Artikel befasst sich mit Statistiken und Einzelfällen von mutmaßlicher Polizeigewalt in dem Bundesland Hessen.

## Überblick
In den Jahren 2009 bis 2012 gab es ca. 900 Anzeigen und ca. 600 Ermittlungsverfahren gegen Polizisten. Es kam zu 3 Verurteilungen.
| Jahre     | Anzeigen  | Ermittlungsverfahren | Strafbefehle oder Verurteilungen | Einstellung d. Verfahren                                                  | Disziplinarverfahren |
| --------- | --------- | -------------------- | -------------------------------- | ------------------------------------------------------------------------- | -------------------- |
| 2009–2012 | ca. 900 1 | ca. 600 1            | 03 1                             | 73 (davon 67 mangels hinreichenden Tatverdachts; 6 wg. Geringfügigkeit) 1 | ca. 50 1             |
| 2009      |           |                      |                                  |                                                                           | 2                    |
| 2012      |           |                      |                                  |                                                                           | 3                    |
| 2013      | ca.441 2  |                      | 15 2                             |                                                                           |                      |
| 2014      | ca.426 2  |                      | 15 2                             |                                                                           |                      |
| 2015      | ca.351 2  |                      | 11 2                             |                                                                           |                      |

## Einzelfälle
| Datum            | Vorfall | Bewertung |
| ---------------- | --- | --- |
| 26. Januar 2010  | Am Morgen des 26. Januar 2010 begab sich der 28-jährige, psychisch kranke Alexander C. zum Bürgerhospital in Frankfurt am Main. „Möglicherweise weil er nicht direkt zur Behandlung eingelassen wurde, soll er seine 35 Jahre alte Begleiterin, bei der er zu Besuch war, vor den Augen des Pförtners mit dem Messer bedroht haben.“ Die Klingenlänge wird mit 6,5 cm angegeben. „Als ein Streifenwagen eintraf, soll er in bedrohlicher Haltung auf die drei Beamten los gegangen seien. Drei Schüsse trafen den Mann – je einer in jedes Bein, der dritte ging durch die Leber und war tödlich.“ Im Raum stand, dass Alexander C. am Boden liegend noch von einem Polizisten gegen den Kopf getreten wurde. Die Polizei gab an, aus Notwehr heraus gehandelt zu haben. Der Mutter von Alexander C. wurde von einem provozierten Selbstmord erzählt. Die Ermittlungen gegen die Polizisten wurden im November 2011 eingestellt. Ein Klageerzwingungsantrag vom Juli 2012 wurde abgelehnt und auch eine Verfassungsbeschwerde wurde durch das Bundesverfassungsgericht im September 2013 abgelehnt. | Ermittlungen eingestellt. |
| 27. April 2012   | In Idstein wurde am 27. April 2012 ein Mann von der städtischen Ordnungspolizei kontrolliert; er musste die Jacke ausziehen und den Inhalt auf den Boden legen. Das Verwaltungsgericht Wiesbaden stellte fest, dass es für die Kontrolle keine Rechtsgrundlage gab. Es kam zu einem Vergleich, dem die Stadt Idstein zustimmte. | Fehlen der Rechtsgrundlage festgestellt |
| 30. April 2012   | Der jüngere Bruder des Mannes im Fall vom 27. April 2012 war bei der Kontrolle anwesend und wurde am 30. April 2012 in Hünstetten von Polizisten aufgefordert, sich auszuweisen. Im weiteren Verlauf zog sich der Mann nach Angaben der Frankfurter Rundschau „[…] teilweise stark blutende Verletzungen an Stirn, Wangen, Nase und Augenlid, Hämatome an den Oberarmen und am Rücken, Würgemale am Hals sowie Augenverletzungen durch Pfefferspray [zu]“. Ein medizinischer Gutachter befand, dass „[d]ie Darstellung der Polizisten […] mit solchen Verletzungen nicht vereinbar [sei]“. Vor Gericht wurde ein Vergleich vorgeschlagen, der dem Mann 4000 € zuerkannt hätte; die Stadt Idstein stimmte dem Vergleich nicht zu. Über den Fall sollte ab dem 26. März 2013 am Landgericht Wiesbaden verhandelt werden. | Laufendes Verfahren. |
| 31. Mai 2012     | Der schwarze US-Amerikaner Derek Overton erhielt nach seiner Ansicht am 31. Mai 2012 in einem Wiesbadener Supermarkt zu wenig Wechselgeld. Seinen Angaben zufolge reklamierte er beim Kassierer und bat, die Polizei zu rufen. Als der Kassierer der Bitte nicht nachkam, ging er mit (unbezahlter) Ware aus dem Supermarkt in Richtung Ausgang, nach seinen Angaben, damit der Kassierer die Polizei rufe. Für diese Tat wurde er später wegen Diebstahls zu einer Geldstrafe in Höhe von 300 € verurteilt. Nach seiner Meinung wurde Overton im Supermarkt von den Polizisten wegen seiner schwarzen Hautfarbe unfreundlich behandelt. Dann wurde er, seinen Angaben nach, aus dem Laden geschubst. Den beiden eintreffenden Polizisten soll er dann das Geschehen geschildert haben, was diese nicht schriftlich festhalten wollten. Später ging er ins 1. Wiesbadener Polizeirevier. Nachdem er seine Geschichte erzählt hatte, wurde er von dem Polizisten gebeten, im Flur zu warten. Als die Polizisten vom Supermarkt eintrafen, drohte Overton diesen mit Anzeigen. „Der Beamte, der zuvor seine Aussage nicht aufnehmen wollte, forderte Overton auf, zu gehen. ‚Er sagte, er werde mich sonst rausschmeißen‘, sagt Overton. ‚Und ich sagte: ›Dann müssen Sie mich wohl rausschmeißen.‹‘“ Anschließend „wurde er von Polizisten mit Schlägen, Tritten und Pfefferspray traktiert“, wobei er sich „mehrere Prellungen am Schädel, an der rechten Schulter, am Handgelenk und am rechten Knie“ zuzog. Nach Angaben von Overton seien die Beamten „grundlos auf ihn losgegangen“. Eine Augenzeugin gab ebenfalls an, die Gewalt sei von den Polizisten ausgegangen. Nach Angaben der Polizisten habe er „das Revier trotz mehrfacher Aufforderung nicht verlassen und dann angefangen zu randalieren. Schon zuvor habe er zwei Polizisten als ‚scheiß Deutsche‘ beschimpft.“ Gegen die Polizisten wurde wegen Körperverletzung im Amt ermittelt. Das Verfahren gegen Overton wegen Widerstands gegen Vollstreckungsbeamte und Körperverletzung wurde Anfang 2013 eingestellt. | Laufende Ermittlungen (Stand März 2014). |
| 17. Oktober 2012 | Am 17. Oktober 2012 kam es in Folge einer U-Bahn-Fahrscheinkontrolle am U-Bahnhof Bornheim Mitte zu einer Auseinandersetzung zwischen Derege Wevelsiep und vier Polizisten. Wevelsiep gab an, von einem Polizisten geschlagen worden zu sein und sich dabei eine Platzwunde an der Stirn zugezogen zu haben, weshalb gegen den Polizisten ermittelt und Anklage erhoben wurde. Die Ermittlungen gegen die anderen Polizisten wurden eingestellt. Vor dem Amtsgericht Frankfurt am Main gaben alle vier Polizisten an, dass Wevelsiep nicht geschlagen wurde. Der Angeklagte Matthew S. vermutete, dass sich Wevelsiep mit dem Kopf am Streifenwagen gestoßen habe. Richter Peter Alexander Pulch schenkte zwar weder den Aussagen der Polizisten noch der Wevelsieps vollständiges Vertrauen, sah aber einen Schlag als erwiesen an und verurteilte den Polizisten Matthew S. Anfang September 2014 wegen Körperverletzung im Amt und Beleidigung zu einer Geldstrafe von 120 Tagessätze à 70 €. S. legte Berufung ein. Die Berufung sollte ab dem 4. Dezember 2015 an drei Verhandlungstagen am Landgericht Frankfurt am Main verhandelt werden. Im zweiten Prozess wurde der Polizist am 31. Mai 2016 vom Vorwurf der Körperverletzung im Amt freigesprochen. Das Gericht folgte in seiner Bewertung einem medizinischen Gutachten, das zu dem Schluss kam, dass sich Wevelsiep die Risswunde oberhalb seiner Augenbraue nicht durch einen Schlag, sondern beim Einsteigen in den Streifenwagen zuzog. Weil der Polizist Wevelsiep „Dummschwätzer“ oder „dummen Schwätzer“ genannt habe, wurde S. wegen Beleidigung zu einer Geldstrafe in Höhe von 1400 € verurteilt. Die Richterin kritisierte das Aussageverhalten der anderen Polizisten: „[i]n ‚falsch verstandener Kollegialität und falschem Rechtsverständnis‘ hätten sie auffällig versucht, den Angeklagten zu entlasten, indem sie entweder angaben, nichts bemerkt zu haben, oder sich nicht erinnern zu können“. | Geldstrafe wegen Körperverletzung im Amt und Beleidigung im ersten Prozess. Freispruch vom Vorwurf der Körperverletzung im Amt im zweiten Prozess. Erneute Verurteilung zu einer Geldstrafe wegen Beleidigung im zweiten Prozess. |
| 5. November 2012 | Am 25. November 2012 wurden ein Mann und eine Frau in Alt-Sachsenhausen wegen einer Ordnungswidrigkeit von zwei Polizisten angesprochen. Nach Angaben des Mannes sollen er und seine Frau im weiteren Verlauf geschlagen bzw. getreten worden sein. Mehrere Zeugen haben nach Angabe der Staatsanwaltschaft keine Schläge oder Tritte gesehen. Die Ermittlungen gegen einen Polizisten wurden eingestellt. | Einstellung der Ermittlungen. |
| 1. Juni 2013     | Ein Polizist steht in Verdacht, bei der Demonstration einen Demonstranten verprügelt zu haben, weshalb gegen ihn wegen Körperverletzung im Amt ermittelt wird. | Laufende Ermittlungen. |
| 1. Juni 2013     | Bei der Blockupy-Demonstration am 1. Juni 2013 setzten Polizisten einer Hundertschaft aus Leverkusen Pfefferspray gegen Journalisten ein. Das Verwaltungsgericht Frankfurt am Main urteilte am 3. Dezember 2014, dass dieser Pfeffersprayeinsatz rechtswidrig war. Mangels individueller Kennzeichnungen der sprühenden Beamten konnten diese nicht ermittelt werden. | rechtswidriger Einsatz von Pfefferspray. |
| 16. Juli 2013    | In der Nacht des 17. Juni 2013 waren Jugendliche nach dem Nachtgebet in der Offenbacher Eberhard-von-Rochow-Straße unterwegs. Anwohner meinten einen Einbruch beobachtet zu haben und riefen die Polizei. Bei der Kontrolle durch die Polizei kam es zu Handgreiflichkeiten. Die Polizei setzte Schlagstöcke und Pfefferspray ein, wobei sich drei Jugendliche verletzten. Ein Jugendlicher zog sich eine Platzwunde zu, die genäht werden musste. Auch ein Polizist wurde verletzt. Ursächlich für die Handgreiflichkeiten soll, nach Angaben der Anwältin eines Jugendlichen, die Diskussion über die Rechtmäßigkeit der Kontrolle gewesen sein. Die Polizei gab an, die Jugendlichen hätten sich der Personalienfeststellung widersetzt und Polizisten angegriffen. Die Jugendlichen und Augenzeugen gaben an, die Gewalt sei von den Polizisten ausgegangen. Zudem seien diese von Anfang an aggressiv gewesen. Gegen die Jugendlichen und die Polizisten wurde ermittelt. | Laufende Ermittlungen (Stand Oktober 2013). |
| 15. April 2014   | Am Abend des 15. April 2014 gegen 21:30 Uhr, trat ein 37-jähriger, psychisch kranker Mann (1,90 m groß, über 130 kg schwer) in der Dexbacher Straße in Biedenkopf eine Wohnungstür eines Mehrparteienhauses ein, weshalb die Anwohner gegen 21:35 Uhr die Polizei verständigten. Nach Angaben der Staatsanwaltschaft Marburg widersetzte sich der Mann der Ingewahrsamnahme, er sollte in ein Krankenhaus gebracht werden, und schlug nach den Polizisten. Der Mann wurde zu Boden gebracht und mit Handschellen auf dem Rücken gefesselt. Da der Mann immer noch nicht zu beruhigen gewesen sei, wurden Rettungskräfte und ein Notarzt gerufen. Als die Rettungskräfte ein Beruhigungsmittel geben wollten, setzte die Atmung aus; Reanimationsmaßnahmen, durch die Rettungskräfte und später den Notarzt, blieben erfolglos – der Mann starb gegen 23 Uhr. Nach einem vorläufigen Obduktionsergebnis sprechen die Befunde für einen lagebedingten Erstickungstod; die Bauchlage, in die der Mann durch die Polizisten gebracht wurde, könne nicht als „Ursache oder zumindest Mitursache“ für den Tod des Mannes ausgeschlossen werden. Weitere Ursachen sollten noch erörtert werden. Schläge, Tritte oder Würgen gegen den Mann schlossen die Ermittler aus. Gegen die vier beteiligten Polizisten wurden Ermittlungen wegen fahrlässiger Tötung aufgenommen. Praktisch geführt wurden die Ermittlungen vom Hessischen Landeskriminalamt. Im April 2015 wurde berichtet, dass die Staatsanwaltschaft die Ermittlungen einstellte. „Es gebe keine Hinweise darauf, dass die Beamten fahrlässig gehandelt haben könnten.“ | Ermittlungen eingestellt. |